# Костяные войны

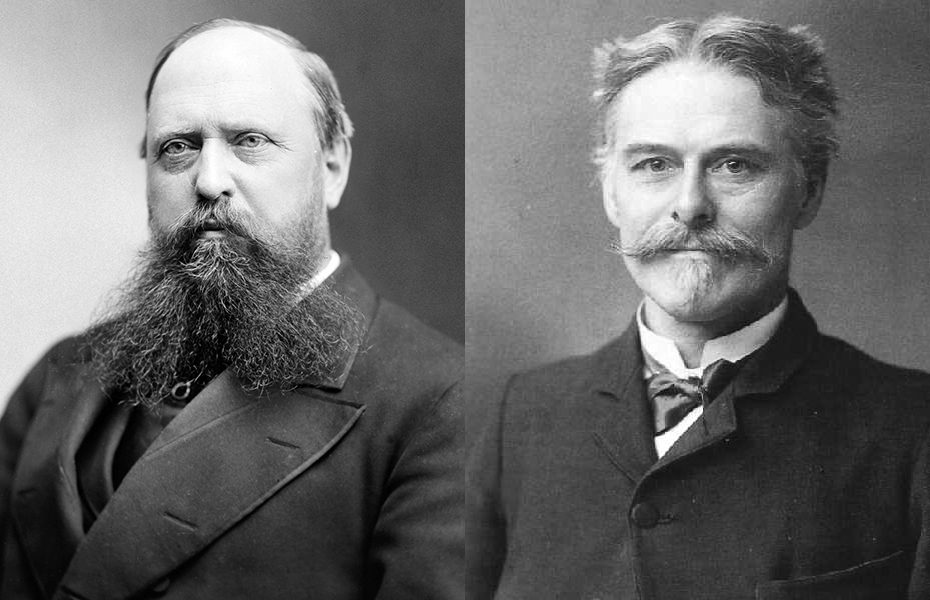
Марш (слева) и Коп (справа) в период Костяных войн

Костяные войны, также известные как «Великая гонка за динозаврами» (англ. Great Dinosaur Rush), — понятие, относящееся к периоду интенсивной спекуляции ископаемыми и палеонтологических открытий в течение позолоченного века в американской истории, отмеченному горячим соперничеством между Эдвардом Копом (из Академии естественных наук в Филадельфии) и Отниелом Чарлзом Маршем (из Пибодского музея естественной истории в Йельском университете). Каждый из двух палеонтологов использовал закулисные методы в попытках конкурировать с другим в поиске ископаемых, прибегая к взяточничеству, кражам и уничтожению костей. Каждый учёный нападал на оппонента в научных публикациях, стремясь разрушить его авторитет и сократить его финансирование.
Поиски ископаемых привели их на запад, к богатым костеносным слоям в Колорадо, Небраске и Вайоминге. 
С 1877 по 1892 год палеонтологи использовали своё богатство и влияние, чтобы финансировать собственные экспедиции, оплачивать услуги охотников за ископаемыми и скупать кости динозавров. К концу Костяных войн оба учёных исчерпали свои средства в попытке достичь палеонтологического превосходства.
Коп и Марш были финансово и социально разорены и уничтожены в их попытках опозорить друг друга, но их вклад в науку и в область исследований палеонтологии как таковую носил массовый характер, они внесли существенный материал для дальнейшей работы — учёные, после их смерти, оставили множество закрытых ящиков с ископаемыми. Усилия обоих учёных привели к открытию более чем 142 новых видов динозавров, которые были обнаружены и описаны. Результаты Костяных войн привели к увеличению знаний о доисторической жизни и вызвали интерес общественности к динозаврам, что привело к дальнейшим раскопкам ископаемых в Северной Америке в последующие десятилетия. 
Об этом периоде интенсивной охоты за ископаемыми было опубликовано несколько исторических книг и художественных адаптаций.

## В культуре
Сюжет книги Майкла Крайтона «Зубы дракона» (2017) построен на описании противостояния Отниела Чарлза Марша и Эдварда Копа в одном из походов за костями динозавров в 1876 году. Сделано это в увлекательной художественной форме, но с некоторыми историческими неточностями.